# Evangelische Kirche (Erdmannrode)

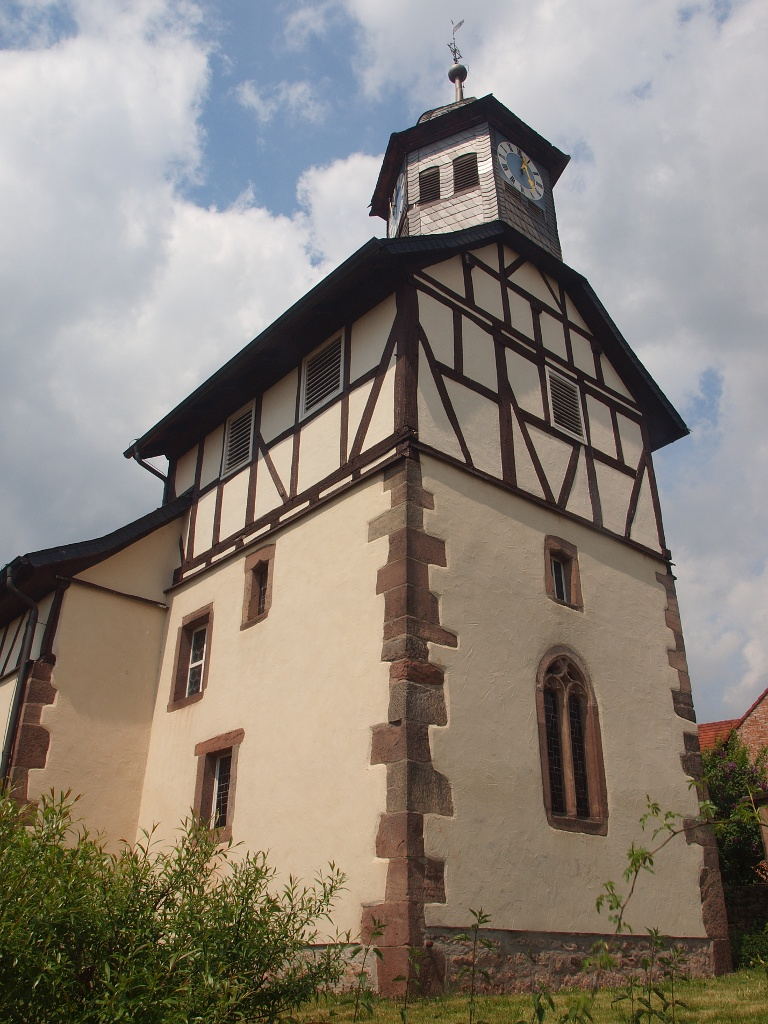
Evangelische Kirche Erdmannrode

Die Evangelische Kirche Erdmannrode ist ein denkmalgeschütztes Kirchengebäude, das in Erdmannrode steht, einem Ortsteil der Gemeinde Schenklengsfeld im Landkreis Hersfeld-Rotenburg (Hessen). Kirchlich ist Erdmannsrode Teil der Kirchengemeinde Buchenau im Kirchenkreis Fulda.

## Beschreibung
1513 wurde eine Kapelle erbaut. An ihrer Stelle wurde die Saalkirche 1573 gebaut und 1717 umgebaut. 1794 wurden der Chor und das Kirchenschiff um ein Geschoss aus Holzfachwerk aufgestockt. 1958 wurde das mit einem Satteldach bedeckte Kirchenschiff nach Westen erweitert. Auf dem Chor sitzt ein sechseckiger Dachreiter, der den Glockenstuhl und die Turmuhr beherbergt.
Die Kirchenausstattung ist schlicht. Die Orgel mit sechs Registern, einem Manual und einem Pedal wurde 1845 von Joseph Oestreich gebaut und um 1950 von Dieter Noeske restauriert.